# JR貨物ワ100形貨車
JR貨物ワ100形貨車（JRかもつワ100がたかしゃ）とは、日本貨物鉄道（JR貨物）が1992年（平成4年）に試作した、複合一貫輸送（道路 - 鉄道）対応の貨車（有蓋車）である。

## 概要
クレーンやフォークリフトによる荷役作業を介さず、異なる輸送機関の間を直通可能とする「複合一貫輸送」対応車両の一種で、道路輸送用のセミトレーラに専用の鉄道走行用台車を装着し、鉄道上の直接走行をも可能とした車両である。道路走行時は専用台車から分離し、トラクタを連結する一般のセミトレーラとして使用する。
トラック - 鉄道間直接積み替えの試みは日本国有鉄道（国鉄）時代の1960年代からなされており、フレキシバン方式・カンガルー方式などの試作車が供試された。これらの方式は特殊構造に起因する投資コスト・保守コストの加重が実需への導入を困難とし、輸送主体である国鉄自体も経営悪化から貨物輸送の縮小均衡施策を採らざるを得ない状況下にあって、実用化には至らなかった。
1987年のJR移行後、JR貨物は輸送経路の一貫性と効率化とを目的として複合一貫輸送の可能性を模索し、道路 - 鉄道間を相互に直通輸送させる「バイモーダルシステム」の開発を1989年（平成元年）から日本鉄道車両工業会のもとで開始した。試作車として、本形式の3両 (901 - 903) が1992年（平成4年）に製作された。
JR貨物ではデュアル・モード・トレーラ (Dual Mode Trailer, DMT) と称した。各種試験に供され車両としての基本性能は実証されたが、台車着脱をはじめとする技術的な問題や物流情勢の動向から実需に供されることはなく、2002年（平成14年）に車籍を抹消されている。

## 構造

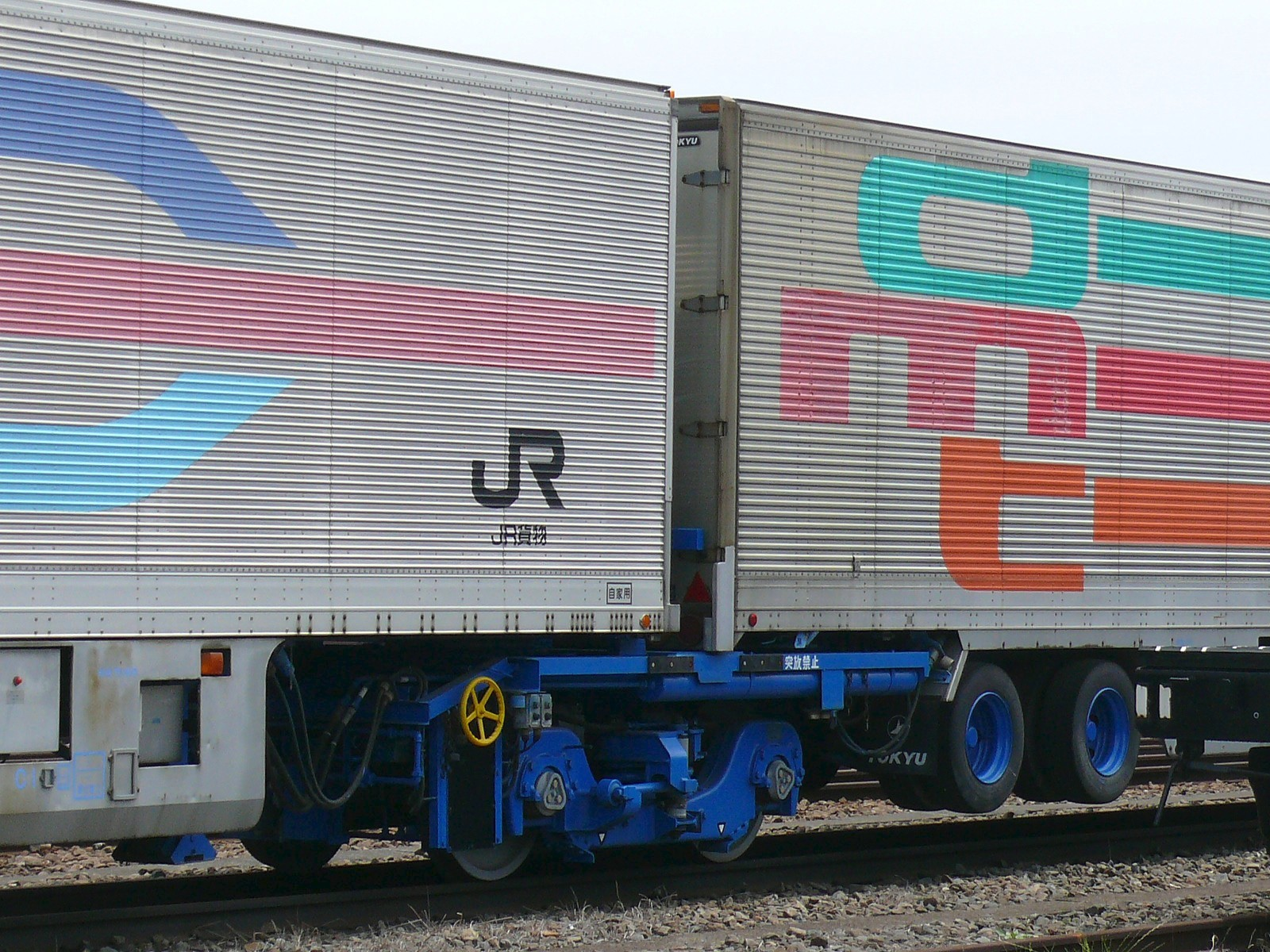
ワ100形貨車の連結部
（2008年6月24日）

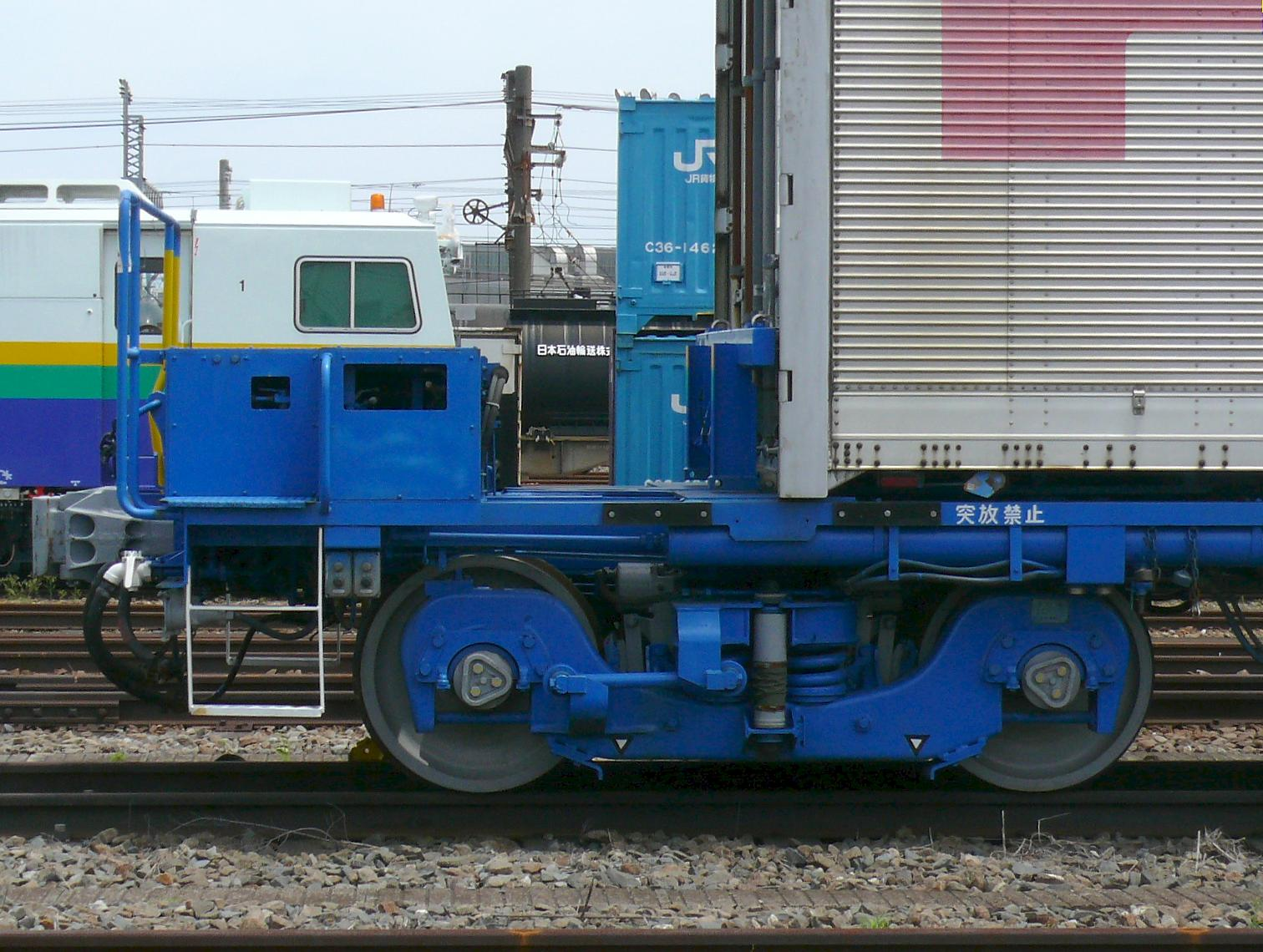
ワ100形貨車のFT1A形台車（2008年6月24日）

車両本体は道路走行用のアルミボディバン型セミトレーラであり、単独での車体長は 11,300 mm、荷重は 13 t である。フレーム（車台）部は鉄道走行時の引張力や車端衝撃を考慮し、中央の梁を強化している。道路用の走行装置はダブルタイヤの2軸配置で、懸架装置には鉄道台車連結作業時に車体を上昇させる機能を付加した空気ばねを搭載する。鉄道走行時に使用する専用の台車は車体の連結部直下に位置し、1台車で隣接2車体の自重を支持する「連接車」として組成される。試作車群では3車体を4組の台車で支持する構成で、台車装着後の編成全長は 40,840 mm である。
鉄道用走行装置は台車 ならびに トレーラボディを積載固定する「アダプタフレーム」から構成される。アダプタフレームは一般貨車の台枠車端部（台車枕梁 - 端梁）に相当し、連結器・各種配管・ブレーキ装置など、貨車1両分の走行機能をすべて搭載する。トレーラボディの固定はトレーラ部の後端横梁とトラクタ連結用のキングピンを併用する方式で、比較のため2種の異なる固定方式を採用する。
台車はコキ100系コンテナ車で使用される FT1 系列と基本構造を共通とする FT1A 形で、基礎ブレーキ装置のブレーキシリンダやブレーキテコを一体組立として小型化した「ユニットブレーキ」を台車内に搭載する。これは本形式の仕様上、ブレーキ装置を装架できる艤装空間が車体部にないための措置である。ブレーキ装置は電磁弁を用いた CLE 方式（応荷重装置付電磁自動空気ブレーキ）で、鉄道上では最高速度 110 km/h での走行が可能である。留置ブレーキはアダプタフレーム側面に回転ハンドル式の手ブレーキを設ける。
外部塗色は車両本体であるトレーラボディがアルミ地肌の無塗装、専用台車のアダプタフレーム および 台車枠はファストブルー（明るい青）である。トレーラボディ側面には愛称の " dmt " を図案化したロゴマークを付す。
道路→鉄道への転換は、以下の手順で行う。
1. トラクタで牽引してきたトレーラボディ（1両目）を、併用軌道上の荷役線に停車させる。
2. トレーラの後輪を空気ばねで上昇させ、鉄道用台車部を挿入・固定する。
3. トラクタを切り離す。
4. 1両目の前方に次の台車を設置し、次位（2両目）のトレーラを同様に結合する。
5. 2両目を後退させ、1両目と結合、トラクタを切り離す。
6. 4 - 5 を繰り返し、最前部の車体に鉄道用連結器を装備した端部用台車を結合する。
7. 機関車を連結する。

走行装置は構内留置場所の制約を回避するため、フォークリフトによる移動が可能な仕様である。

## 運用の変遷
製作後、1993年（平成5年）から東海道本線の東京貨物ターミナル - 西湘貨物間などで走行試験に供され、110 km/h での通常運転など、車両としての基本性能が実証された。
本形式は荷役機械を不要として荷役作業の省力化・リードタイム短縮を企図したが、台車着脱の煩雑さが荷役時間短縮の減殺要因となった。コンテナ輸送にあっては海上コンテナの鉄道輸送が進展し、ISO規格に準拠したタンクコンテナを主とする車扱貨物の置換え施策もあって、拠点での荷役機械導入が進行したことも本形式の投入意義を低下させた。加えて、景気後退の情勢下にあって実需そのものの発掘が困難であったこと、さらに日本の法体制上、事実上の二重課税が避けられない車種であることから、量産への移行はなされなかった。1996年（平成8年）以降は使用されず、2002年（平成14年）に3両とも車籍を抹消され、その後は川崎貨物駅構内にて留置されている。
本形式の除籍後も DMT 方式の可能性を模索する動きは途絶せず、2008年（平成20年）6月には滋賀県内の滋賀運送が DMT 方式による協同一貫輸送体系の構築を提唱している。これは中小運送会社で構成する全国規模の協同組合を主体とするもので、2010年（平成22年）に予定された米原貨物ターミナル駅開業にあわせ、2009年（平成21年）に実証試験を開始するとしていたが、滋賀運送会長の死去により中断している。また、2022年（令和4年）になって収支を見込めないとして、JR貨物ターミナル駅事業は中止となった。